# Рідкісна порода
Рідкісна порода (англ. A Breed Apart) — американський бойовик 1984 року.

## Сюжет
Колекціонер за великі грощі наймає альпініста Майка, щоб той дістав йому кладку яєць орла рідкісної породи. Майк приїжджає на мальовничий приватний острівець, який належить Джиму. Джим колись воював у В'єтнамі, потім втратив дружину і сина. Тепер він живе відлюдником і охороняє спокій тварин від знахабнілих мисливців-браконьєрів. Складні відносини пов'язують Джима і Стеллу, власницю маленького магазинчика риболовецького приладдя. Вона та її син всім серцем тягнуться до Джима. Браконьєри вирішили знищити Джима, щоб той не заважав їм полювати. Але в цей момент йому вирішує допомогти Майк, який насправді хоче втертися до нього в довіру.

## У ролях
| Актор                       | Роль             |
| --------------------------- | ---------------- |
| Рутгер Гауер                | Джим Молден      |
| Пауерс Бут                  | Майк Вокер       |
| Кетлін Тернер               | Стелла Клейтон   |
| Дональд Плезенс             | Джей Пі Вайтєр   |
| Брайон Джеймс               | Пейтон           |
| Джон Денніс Джонстон        | Міллер           |
| Джейн Бентцен               | Емі Роллінгс     |
| Енді Фенвік                 | Адам Клейтон     |
| Дастін Лекейт               | грає самого себе |
| С.К. Біббі                  | Артур            |
| Френк Воллес                | Сем              |
| Джон Сайм                   | прокурор Пейтон  |
| Вільям В. Браун             | Траск            |
| Лоуренс Мур                 | суддя            |
| Віллі Дж. Стретфорд старший | Батлер           |
| Пеггі Кей Ф'юрі             | поліцейський     |
| Мерт Хетфілд                | чоловік 1        |
| Джим Кайкендалл             | чоловік 2        |